# هرادامیزد
هرادامیزد (گرجی: რადამისტი، ارمنی: Հռադամիզդ؛ Hřadamizd) یک شاهزادهٔ گرجی از دودمان فرناواز بود که از سال ۵۱ تا ۵۵ میلادی بر پادشاهی ارمنستان حکمرانی کرد. از او به عنوان غاصب و جبار یاد شده‌است. سلطنت او بر پادشاهی ارمنستان، توسط شورشیان تحت حمایت اشکانیان پایان یافت.

## زندگی
هرادامیزد یکی از پسران فراسمان یکم پادشاه ایبری بود که از مادری ارمنی زاده شده بود. مادر او شاهزاده‌ای از دودمان آرتاشسی و حاصل ازدواج تیگران چهارم با خواهر خود ملکه اراتو بود. هرادامیزد دختر عمویش زنوبیا (دختر مهرداد یکم پادشاه ارمنستان) را به همسری خود درآورده بود.
هرادامیزد که به جاه طلبی، خوش شانسی و شجاعت زبانزد بود، توسط پدرش فراسمان یکم ترغیب به جنگ با عمویش مهرداد شد. گرجی‌ها با سپاهی بزرگ، برای تحمیل جنگ به مهرداد به سمت قلعهٔ گارنی ارمنستان هجوم آوردند. قلعهٔ گارنی پادگانی متشکل از سربازان امپراتوری روم بود که به فرماندهی شخصی به نام کالوینوس پولیو در آن مستقر شده بودند. هرادامیزد با کالوینوس پولیو به توافق رسیدند که بر طبق آن کالوینوس پولیو متقاعد شد تا سربازان رومی را در قلعهٔ گارنی تسلیم کند. در نتیجه مهرداد مجبور به تسلیم در برابر برادرزاده‌اش هرادامیزد شد. با وجود اینکه قرار بر عدم خشونت بود، هرادامیزد، مهرداد و پسران او را اعدام کرد و پادشاه ارمنستان شد. (در سال ۵۱ میلادی)
روم تصمیم به عدم مساعدت هم پیمانان ارمنی‌اش گرفت. فقط لفظاً از فراسمان یکم خواستار اخراج سربازان گرجی از خاک ارمنستان شد. پس از کشمکش‌های فراوان و مداخلات امپراتوری‌های روم و اشکانیان، و پس از یک وقفه در حکومت هرادامیزد به ارمنستان، وجود یک شرایط سخت اشکانیان را مجبور کرد تا از ارمنستان دست بکشند و به هرادامیزد اجازهٔ بازگشت بر مسند قدرت را بدهند. در سال ۵۵ میلادی هرادامیزد به دلیل تسلیم شهرهای ارمنستان به اشکانیان مجازات شد، و با طغیان شورشیان تحت حمایت اشکانیان، تیرداد یکم به جای او بر تخت نشست و هرادامیزد مجبور به فرار از دست اشکانیان شد.
هرادامیزد به همراه همسر باردارش زنوبیا در حال فرار بودند و زنوبیا وقتی که دید تحمل نشستن روی اسب را ندارد و قادر به همراهی هرادامیزد نیست، و از آنجایی که نمی‌خواست به دست شورشان بیفتد از هرادامیزد خواست تا او را بکشد. نهایتاً هرادامیزد همسرش زنوبیا را با خنجر کشت و به رود ارس انداخت. اما او زنده ماند و به وسیلهٔ چند چوپان پیدا شد، چوپان‌ها او را به دربار تیرداد یکم بردند و تیرداد یکم نیز با او همانگونه رفتار کرد که درخور شاهزادگان بود. هرادامیزد هم به گرجستان بازگشت و به دست پدرش فراسمان یکم کشته شد.